# Hullahegyek, fenegyerek
A Hullahegyek, fenegyerek (eredeti címe: The Way of the Gun) 2000-es amerikai bűnügyi akcióthriller, amelyet Christopher McQuarrie rendezett. A főbb szerepekben Benicio del Toro és Ryan Phillippe. 2000 szeptember 8-án mutatták be az Egyesült Államokban. Magyarországon 2001. február 1-től volt megtekinthető a mozikban.

## Cselekmény
Parker és Longbaugh pitiáner bűnözők, akik egy nagy fogásra várnak. Egy klinikán a páros kihallgat egy telefonbeszélgetést, amelyben részletesen beszámolnak egy béranyának fizetett 1 millió dollárról. Parker és Longbaugh elrabolják a várandós béranyát, Robint, a testőreitől Jefferstől és Obeckstől. Longbaugh magához hívja Robin nőgyógyászát, Dr. Allen Paintert, hogy megvizsgálja a nőt, és megtudja, hogy a nő a pénzmosó Hale Chidduck és felesége, Francesca gyermekét hordja ki.
A testőrök rács mögé kerülnek, akiket Chidduck jobbkeze, Joe Sarno vált ki. A beszélgetésükből kiderül, hogy Dr. Painter Chidduck fia. Parker és Longbaugh a mexikói határról telefonálnak, és követelik, hogy Chidduck küldjön 15 millió dollárt egy orvossal, aki megindíthatja a szülést. Chidduck felesége viszonyt folytat Jeffersszel, és kihallgatja a tervet, hogy a pénzt és babát elhozzák, de mindenki mást megölnek.
Sarno megpróbálja lefizetni Longbaughot, de a férfi visszautasítja. Robin elárulja Parkernek és Longbaugh-nak, hogy Chidduck feleségének embriója nem tudott beágyazódni, és valójában Dr. Painter a gyermeke apja. Folytatva a váltságdíj tervét, Jeffers és Obecks rájönnek, hogy Robin Sarno lánya. A motelban Parker meggondolja magát, de Robin megragad egy puskát, és hívja a rendőrséget, így Parker és Longbaugh menekülni kényszerül. A mexikói rendőrök megérkeznek, amikor Robin szembekerül Chidduck embereivel. Miközben a rendőrök mindenkit fegyverrel tartanak fogva, Parker és Longbaugh tüzet nyit egy közeli dombtetőről, megölve a rendőröket és megsebesítve Obecksot. Jeffers elhajt Dr. Painterrel és Robinnal egy mexikói bordélyházba.
Jeffers arra kényszeríti az orvost, hogy császármetszést hajtson végre Robinon. Parker és Longbaugh megrohamozzák a bordélyházat, miközben Sarno megérkezik a saját embereivel, és a váltságdíjat az udvarra rakják. Dr. Painter lelövi Jefferst, Longbaugh és Parker pedig Robin állapotát látva elállnak a zsákmánytól. 
A tűzharc azonban az életüket követeli. A kiérkező mentőautóra felszáll Dr. Painter, Robin és a csecsemő, majd Sarno. Sarno megtudja, hogy a kisbaba az unokája, majd sorsára hagyja a két haldokló férfit. Napokkal később Francesca elárulja a férjének, hogy terhes.

## Szereplők
| Szerep             | Színész          | Magyar hangja     |
| ------------------ | ---------------- | ----------------- |
| Parker             | Ryan Phillippe   | Görög László      |
| Longbaugh          | Benicio del Toro | Rátóti Zoltán     |
| Robin              | Juliette Lewis   | Für Anikó         |
| Jeffers            | Taye Diggs       | Kálid Artúr       |
| Obecks             | Nicky Katt       | Holl Nándor       |
| Abner Mercer       | Geoffrey Lewis   | Dobránszky Zoltán |
| Dr. Allen Painter  | Dylan Kussman    | Miller Zoltán     |
| Hale Chidduck      | Scott Wilson     | Kristóf Tibor     |
| Francesca Chidduck | Kristin Lehman   | Ősi Ildikó        |
| Joe Sarno          | James Caan       | Tordy Géza        |
| P. Whipped         | Henry Griffin    | Janovics Sándor   |

## Fogadtatás

### Kritikai visszhang
A film vegyes fogadtatásra lelt a kritikusok körében. A Rotten Tomatoeson 46%-os minősítést ért el 134 értékelés alapján, az összefoglaló szerint: „Christopher McQuarrie a stílusos Hullahegyek, fenegyerek című filmben a kamera mögött is megmutathatja magát, de a forgatókönyve unalmas jellemrajzokkal és egy olyan feleslegesen fordulatos cselekménnyel bukdácsol, hogy a legtöbb néző már a végső leleplezés előtt kész lesz kikapcsolni.” Stephen Hunter szerint a Washington Posttól „jó móka a rosszfiúknak.” Desson Thomson azt írta: „Christopher McQuarrie író-rendező, a Közönséges bűnözők írója olyan filmet készített, amelyet inkább csodálok, mint szeretek, amelynek befejezése érzelmileg meghökkent, még akkor is, ha ajánlom a dolgot.” John Anderson a Los Angeles Timestól azt írta: „Mint egy rendező, aki kapott egy helikoptert, és nem bírja ki, hogy ne használja, McQuarrie nem tudja megállni, hogy rendezői debütálását ne spékelje meg régi és új, sokkal jobb bűnügyi drámákból vett részletekkel.”
A MetaCritic 49 pontot adott a 100-ból 30 vélemény alapján. A. O. Scott a New York Timestól azt írta: „Lehet, hogy feleslegesnek tűnik, de stílusos és intelligens.” Emanuel Levy a Varietytől azt írta: „A tehetséges színészek mindegyikének vannak jó pillanatai, de végül egyikük sem tud az anyag és a filmkészítés korlátai fölé emelkedni.” Ann Hornaday a Baltimore Suntól azt írta: „Amilyen csúnya, túlzó és vulgáris ez a film, olyan stílusos, finom és elegáns volt a Közönséges bűnözők.”

### Bevétel adatai
A Box Office Mojo szerint a film nyereséges volt. A 8,5 millió dolláros költségvetésre 13 millió dolláros bevétel keletkezett.